# Bloke-Plateau
Koordinaten: 45° 47′ N, 14° 30′ O

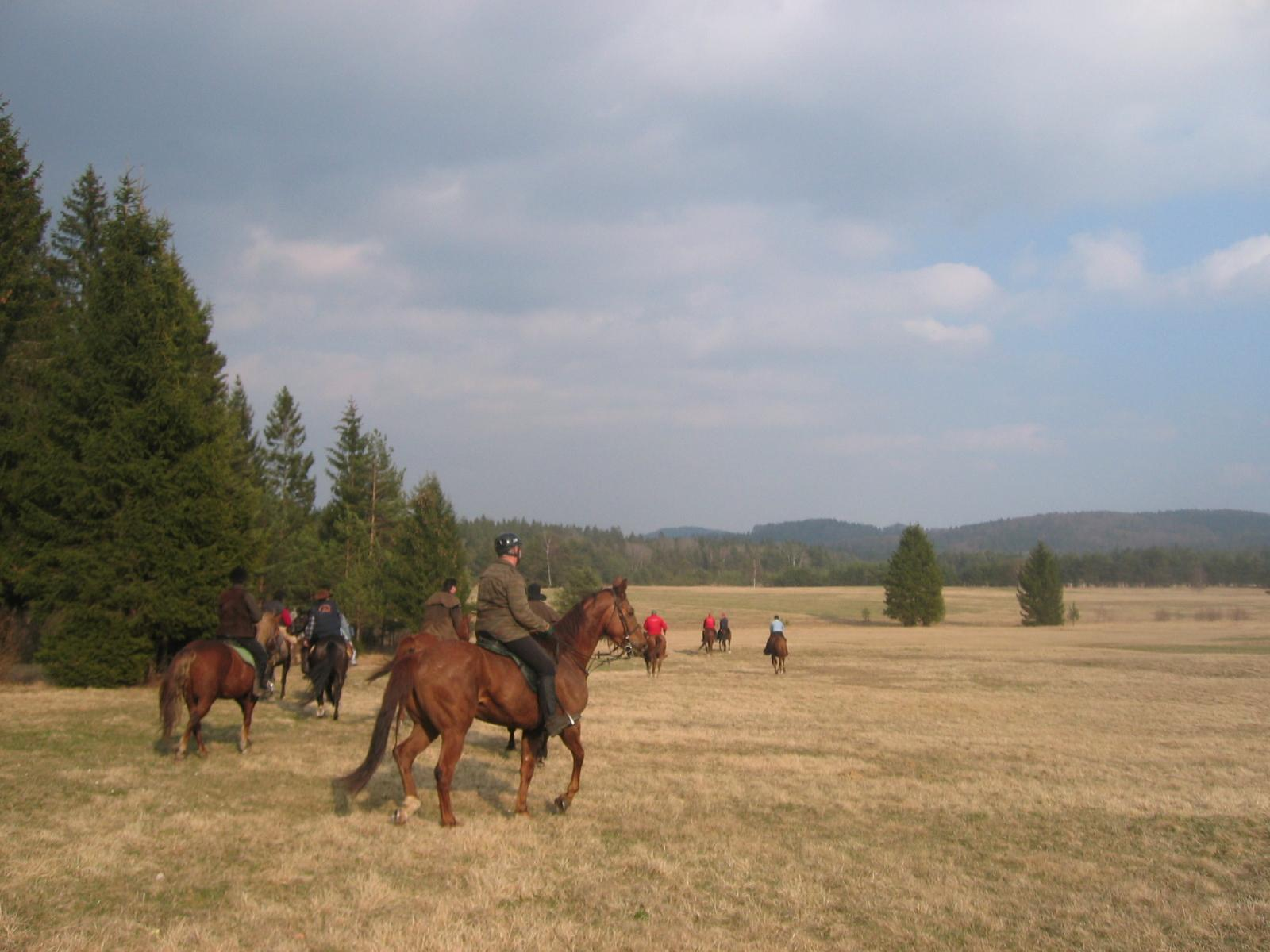
Bloke-Plateau

Das Bloke-Plateau (slowenisch: Bloke oder Bloška planota) ist eine ausgedehnte schüsselartige Karst-Hochebene im Südwesten Sloweniens in der historischen Landschaft Innerkrain.

## Geographie
Das Bloke-Plateau ist etwa 15 Kilometer lang und 10 Kilometer breit. Es liegt in einer Höhe von 700 bis 800 Metern. Schlecht durchlässiger Karstkalk und Trias-Dolomit (im nördlichen Teil des Plateaus) bestimmten die Bildung typischer Oberflächenwasserläufe (Bloščica-Bach und Blatnica-Bach), die von feuchten Graslandschaften und Mooren begrenzt werden.
Der Bloke-See (slowenisch: Bloško jezero) liegt in der Nähe der Siedlung Volčje. Wasser fließt unter der Erde vom Bloke-Plateau in den Zirknitzer See.
Die vielen Hügel des Plateaus teilen es in das Bloščica-Tal und das Ločica-Tal (oder Farovščica-Tal), die zusammen das Bloke-Fara-Karstfeld (slowenisch: Bloško-Farovško polje) bilden.
Auf dem Plateau gibt es 45 Siedlungen, die administrativ zur Gemeinde Bloke gehören.

## Sehenswürdigkeiten
Zu den Sehenswürdigkeiten in der Umgebung gehören
- Kreuzberghöhle
- Zirknitzer See
- Burg Snežnik
- Rakov Škocjan Landschaftsschutzgebiet

## Geschichte
Das Bloke-Plateau wurde erstmals 1260 in schriftlichen Dokumenten erwähnt, sein heutiger Hauptort Nova vas 1341. Das Gebiet wurde im ersten Jahrtausend v. Chr. von den Japoden (einem illyrischen Stamm) besiedelt. Während der Römerzeit führte eine Straße über das Bloke-Plateau von Aquileia und der Kvarner-Bucht in Richtung Pannonisches Becken. Reste einer Verteidigungsmauer und eines römischen Turms in der Nähe des Dorfes Benete zeugen von dieser Geschichte.

## Kulturelles Erbe
Die Gegend ist als Ursprungsort des Skifahrens in Slowenien bekannt. Das Bloke-Plateau ist seit langem von Handelsrouten durchzogen, die das Innere der Krain, insbesondere die Unterkrain und die Innere Krain, mit Kroatien verbinden.
Verweise